# ميريام قرة
ميريام قرة (بالعبرية: מרים קארה‏) هي لاعبة جمباز فني إسرائيلية، ولدت في 3 ديسمبر 1938 في القدس في إسرائيل.

## وصلات خارجية
- ميريام قرة على موقع اللجنة الأولمبية الدولية (الإنجليزية)
- ميريام قرة على موقع أوليمبيديا (الإنجليزية)